# Зініна Олена Андріївна
Оле́на Андрі́ївна Зі́ніна (до шлюбу Максимович, нар. 11 лютого (30 січня) 1867, Лубни — пом. 24 жовтня 1943, Київ) — українська акторка і співачка (сопрано), відома за виступами в низці відомих українських театрів першої половини 20 століття. Герой Соціалістичної Праці (1924).

## Життєпис
Народилась 11 лютого (30 січня) 1867 в Лубнах.
Творчу діяльність розпочала 1887 року в трупі Михайла Старицького, згодом працювала в трупах Панаса Саксаганського (1893—1895), Митрофана Ярошенка (1896—1914, з перервами). Одружилася з М. Ярошенком.
Згодом виступала у відомих українських театрах:
- Державний драматичний театр (1918—1919)
- Перший театр Української Радянської Республіки імені Шевченка (1919—1920)
- Дніпропетровський академічний український музично-драматичний театр імені Тараса Шевченка (1921—1923)
- Український драматичний театр ім. М. Заньковецької (1925—1935, на той час — Дніпропетровськ, Запоріжжя).

Пішла з життя 24 жовтня 1943 у Києві.

## Ролі
- Харитина («Наймичка» І. Карпенка-Карого)
- Маруся, Аза («Маруся Богуславка», «Циганка Аза» М. Старицького)
- Орина, Лукія, Ганна («97», «Комуна в степах» М. Куліша)
- Дар'я Іванівна («Фея гіркого мигдалю» І. Кочерги)
- Анна Андріївна («Ревізор» М. Гоголя)
- Наталя («Лимерівна» П. Мирного, 1910)
- Марія («Мазепа» Ю. Словацького, 1912)

## Партії
- Наталка («Наталка Полтавка» М. Лисенка)
- Галька («Галька» С. Монюшка)